# Franz Hippler
Franz Hippler (* 14. April 1889 in Allenstein; † Ende März/Anfang April 1945 in Dortmund) war ein deutscher Kommunist und Widerstandskämpfer gegen den Nationalsozialismus.

## Leben
Als Franz Hippler neun Jahre alt war, zog seine Familie auf der Suche nach Arbeit ins Ruhrgebiet. Sie siedelte sich in Dortmund an und Hippler lernte hier Heinrich Czerkus kennen. Mit diesem teilte er seine Liebe zu Borussia Dortmund und seine politische Überzeugung. Im Jahr 1929 wurde Hippler aktives Mitglied der Kommunistischen Partei Deutschlands (KPD).

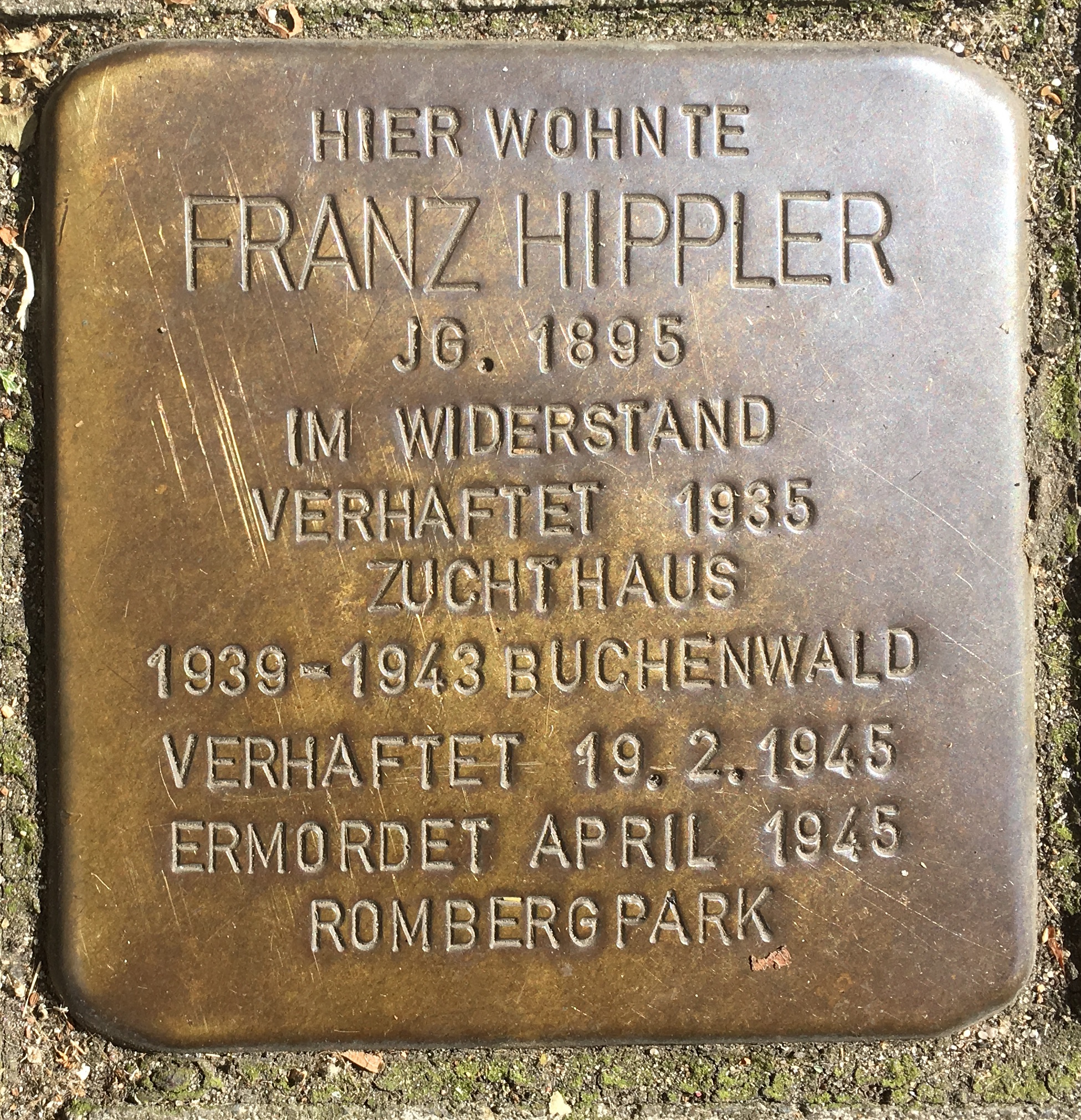
Stolperstein in Dortmund

Nach der „Machtergreifung“ der Nationalsozialisten wurde Hippler in das Gestapo-Gefängnis Steinwache verschleppt und dort misshandelt. Nach seiner Haftentlassung arbeitete Hippler im Untergrund für die KPD. Er organisierte Zusammenkünfte und verteilte Propagandamaterial gegen die Nationalsozialisten. Im Jahr 1935 wurde er wieder verhaftet und in der Steinwache gefoltert. Im nachfolgenden Prozess wurde er wegen „Vorbereitung des Hochverrats“ zu drei Jahren und neun Monaten Zuchthaus verurteilt. Seine Haft verbrachte er in Münster, Stapelmoor und Herford. Nach der Haft wurde er aber nicht entlassen, sondern im Juli 1939 von der Gestapo über die Steinwache ins KZ Buchenwald eingewiesen.
Im April 1943 wurde er auf Bitte seines Sohnes, der als Frontsoldat diente, aus der Haft entlassen und zog erneut nach Dortmund. Trotz der Misshandlungen, die er in Buchenwald erleben musste, fand er in Dortmund Arbeit und einen festen Wohnsitz.
Im Rahmen einer Verhaftungswelle, die sich 1945 gegen Widerstandskämpfer, Zwangsarbeiter und Deserteure richtete, wurde Hippler erneut von der Gestapo festgenommen. Er und rund 300 andere Menschen wurden in einem Auffanglager auf dem Gelände des Hörder Bergwerks- und Hütten-Vereins interniert und zwischen dem 7. März und 12. April 1945 im Rombergpark, auf einem Eisenbahngelände zwischen Hörde und Berghofen oder in der Bittermark ermordet. An dieses Endphaseverbrechen erinnert heute das Mahnmal Bittermark. Franz Hippler wurde, wie 300 weitere Gegner des Nationalsozialismus, in der Bittermark in der Nähe seines langjährigen Freundes Heinrich Czerkus beigesetzt.
Seit dem 11. Dezember 2014 erinnert ein Stolperstein in Dortmund an der Wambeler Str. 11 an ihn.